# Melanocephala cupulifera
Melanocephala cupulifera är en svampart som beskrevs av S. Hughes 1979. Melanocephala cupulifera ingår i släktet Melanocephala, divisionen sporsäcksvampar och riket svampar.   Inga underarter finns listade i Catalogue of Life.